# Hakushū (Yamanashi)
Pour les articles homonymes, voir Hakushū (homonymie).
Hakushū (白州町, Hakushū-machi) est un ancien bourg de la préfecture de Yamanashi, ayant existé jusqu'au 1er novembre 2004, date de sa fusion avec les bourgs de Nagasaka, Takane et Sutama et les villages d'Akeno, Mukawa et Ōizumi pour former la ville de Hokuto. Il faisait partie du district de Kitakoma.

## Géographie

### Topographie et hydrographie

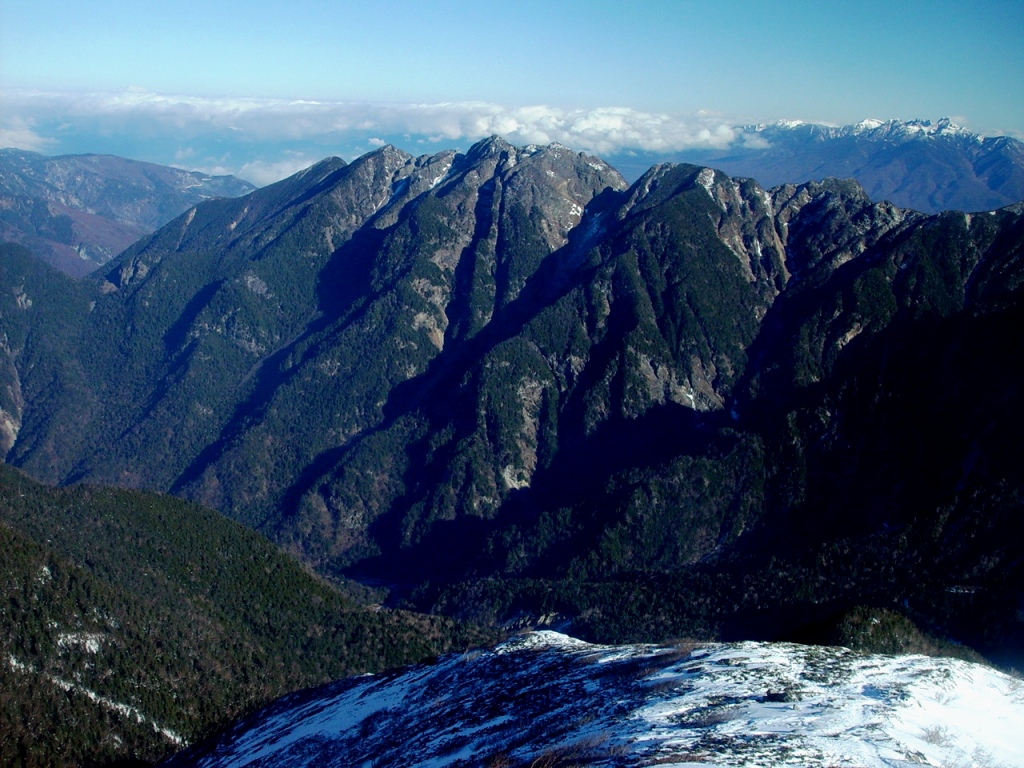
Le mont Nokogiri, à la frontière entre Hase et Hakushū.

Située dans la partie la plus à l'ouest du comté de Kitakoma et à l'extrême nord-ouest de la préfecture de Yamanashi, Hakushū est nichée dans les Alpes du Sud et est traversé par les rivières Kamanashi (釜無川) et Ojira (ja) (尾白川). La municipalité couvre une superficie de 138,02 kilomètres carrés.

### Villes limitrophes

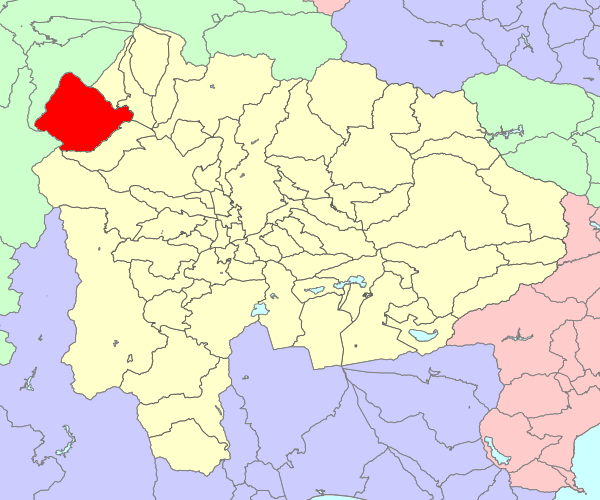
Localisation de Hakushū dans la préfecture de Yamanashi (tracés territoriaux du 1er mars 2003).

Entités territoriales limitrophes à la date de la fusion du 1er novembre 2004,. À sa fondation le 1er juillet 1955, Hakushū est entouré à partir du sud-ouest, dans le sens horaire, des villages de Miwa (ja) (美和村), du district de Kamiina, dans la préfecture voisine de Nagano, du bourg de Fujimi (富士見町), du district de Suwa, aussi dans la préfecture de Nagano, des bourgs de Kobuchisawa (ja) (小淵沢町) et de Nagasaka (長坂町) ainsi que du village de Mukawa (武川村), tous trois du même district de Kitakoma, et du village d'Ashiyasu (芦安村), du district de Nakakoma,. Le 1er avril 1959, Miwa fusionne avec le village d'Inasato (ja) (伊那里村) pour former le village de Hase (ja) (長谷村). Le 1er avril 2003, Ashiyasu fusionne les bourgs de Kōsai (甲西町), Wakakusa (若草町), Shirane (白根町) et Kushigata (櫛形町), ainsi que le village de Hatta (八田村) pour former la ville de Minami-Alps (南アルプス市).

## Histoire
Plusieurs sites archéologiques de la période Jōmon, particulièrement de la période Jōmon moyenne. Sous l'ancien système Ritsuryō, Hakushū correspondait au village de Mako (真衣郷), dans le comté de Koma (ja) (巨麻郡) comme indiqué dans le Wamyō ruijushō. À cette même époque, on retrouvait le fief de Makino (ja) (真衣野牧) dans ce qui correspond aujourd'hui au village voisin de Mukawa.
Dans le centre du bourg jusqu'à la frontière entre les préfectures de Nagano et de Yamanashi, on trouve de nombreuses ruines datant de la fin de la période Heian (794-1185) à la fin de la période médiévale, notamment les ruines du château perché (en) de Nakayama (中山砦跡), le site de Negoya (根古屋) et de Jingahara (陣ヶ原遺跡), en plus du site de Yashikidaira (屋敷平遺跡), situé le long de la Kamanashi. Durant la période Sengoku, un groupe local de guerriers appelé Mukawa-shū (ja) (武川衆), qui était responsable de la sécurité des frontières entre les provinces de Kai et de Shinano, était actif dans la région.
Le bourg moderne de Hakushū est créé par la fusion des villages de Sugawara (ja) (菅原村) et de Hōrai (ja) (鳳来村) et d'une partie de Komagi (ja) (駒城村) le 1er juillet 1955. Le nom « Hakushū », qui signifie « pays (白) blanc (州) », fait référence au sable blanc provenant de la rivière Jingū (神宮川), qui traverse la municipalité, ainsi qu'aux bancs de sable le long de la Kamanashi. L'autre partie de Komagi est absorbé par Mukawa. Le 1er novembre 2004, après des ententes, une fusion volontaire est effectuée entre Hakushū et les bourgs de Nagasaka (長坂町), Takane (高根町) et Sutama (須玉町) et les villages d'Akeno (明野村), Mukawa (武川村) et Ōizumi (大泉村), entraînant la création de la ville de Hokuto (北杜市), dont le nom signifie « Nord de Yamanashi », en utilisant le caractère pour nord « 北 » et le caractère « 杜 » qui se lit « Yamanashi » et fait référence à la poire japonaise,.

## Éducation
On y trouve une école secondaire et une école primaire.

## Transports
Le bourg est accessible par la route nationale 20 (en), on y trouve la halte routière de Hakushū (道の駅はくしゅう). La route préfectorale 614 (ja) passe aussi à Hakushū.

## Culture et patrimoine

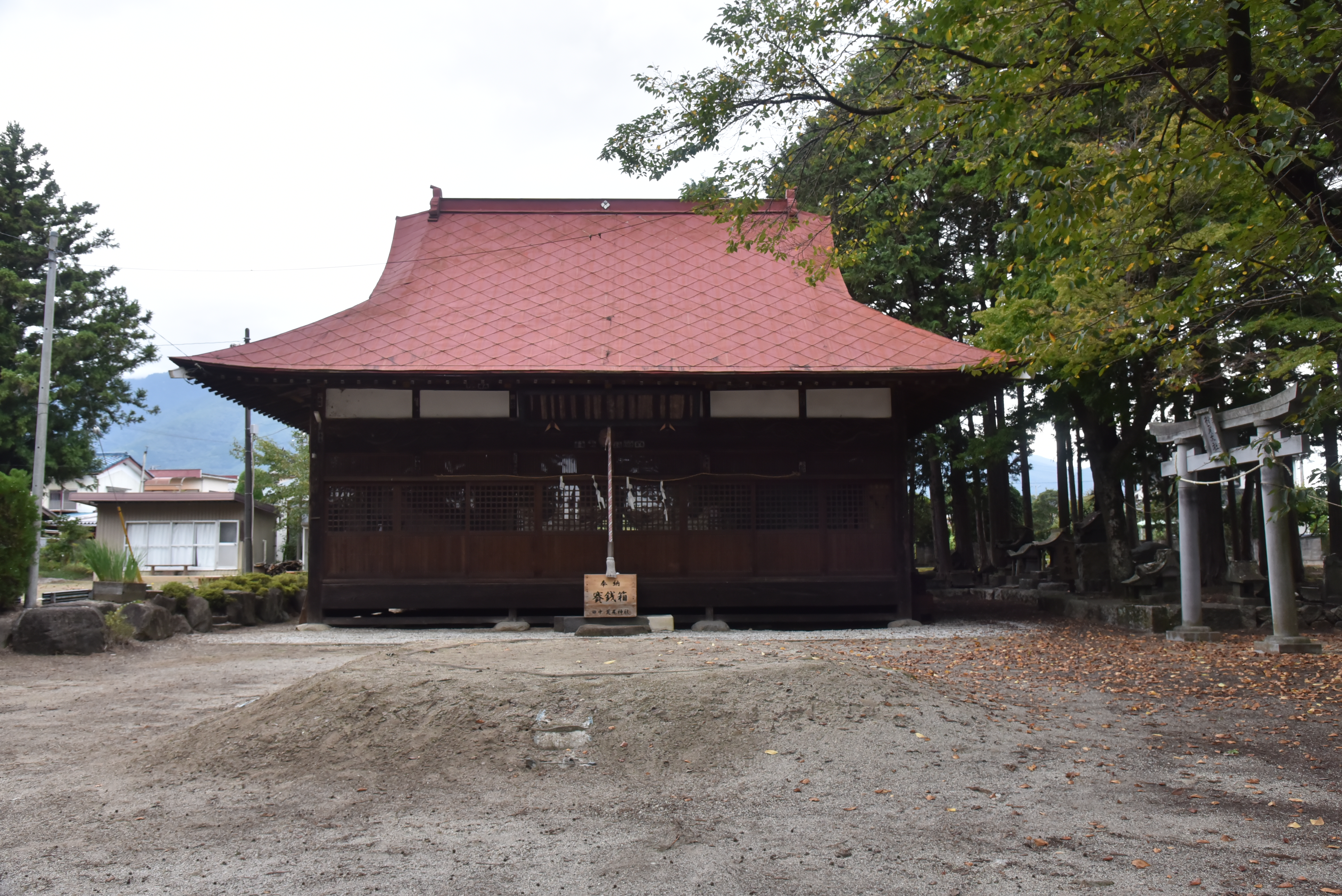
Le sanctuaire Arao-jinja.

- Le cinéma et théâtre Shirasu Gekijō (白須劇場) était en activité dans les années 1960.
- La vallée de l'Ojira (尾白川渓谷)
- Parc Meisui Verga (名水公園べるが)
- Daigahara-shuku (ja) (台ヶ原宿), une des 100 meilleures routes du Japon (ja)
- Sanctuaire shinto Arao-jinja (ja) (荒尾神社)
- La distillerie Hakushu (白州蒸溜所), fondée en 1973

## Personnes notables
- Tomoyoshi Shirota (代田 朝義, Shirota Tomoyoshi?, 1894-19??), banquier et homme politique, premier président de la banque Johnan Shinkin (ja), maire de Rokugō (ja) (Tokyo) et 2e maire de l'arrondissement spécial d'Ōta (originaire de l'ancien village de Sugawara)[11] ;
- Yamaguchi Sodō (ja) (山口 素堂, Yamaguchi Sodō?, 1642-1716), poète de haïkus de l'époque d'Edo (originaire de l'ancien village de Hōrai).